# Dieter Stöffler
Dieter Stöffler (* 23. Mai 1939 in Schramberg; † 5. April 2023) war ein deutscher Geologe und Mineraloge.

## Leben
Stöffler wurde als Sohn eines Uhrmachers geboren. Das Abitur absolvierte er am Gymnasium Schramberg. Von 1958 bis 1963 studierte er Mineralogie, Geologie und Chemie an der Eberhard Karls Universität Tübingen. 1963 wurde er dort zum Dr. rer. nat. promoviert. 1970 habilitierte er sich in Tübingen im Fachbereich Geowissenschaften.
Von 1969 bis 1975 war er an der Untersuchung von Gesteinsproben des Mondes aus dem NASA Apollo-Programm beteiligt. Von 1974 bis 1993 war er Hochschullehrer an der Westfälischen Wilhelms-Universität Münster und von 1986 bis 1993 Direktor des von ihm gegründeten Instituts für Planetologie der Universität Münster. Von 1993 bis 1999 war er Direktor des Museum für Naturkunde in Berlin. Gleichzeitig war er von 1993 bis 2005 Hochschullehrer für Mineralogie und Petrographie an der Humboldt-Universität zu Berlin. Sein Forschungsgebiet war die Planetologie.

## Preise und Auszeichnungen (Auswahl)
- 1988: (4283) Stöffler, Benennung eines Asteroiden
- 1990: Gottfried-Wilhelm-Leibniz-Preis der Deutschen Forschungsgemeinschaft
- 1991: Verleihung des Ehrenbriefs der Stadt Nördlingen
- 1993: Verleihung der Barringer-Medal der Meteoritical Society
- 1995: Mitglied der Berlin-Brandenburgischen Akademie der Wissenschaften
- 1998: Mitglied der Deutschen Akademie der Naturforscher Leopoldina[4]
- 2003: Verleihung des Rieser Kulturpreises[5]
- 2017: Benennung eines im Mars-Meteoriten NWA 856[6] neu entdeckten Minerals der Feldspat-Gruppe Stöfflerit (IMA 2017-062).[7]